# Julià Guillamon
Julià Guillamon é um escritor e crítico literário catalão. Nasceu em Barcelona em 1962. Estudou Filologia Catalã na Universidade de Barcelona. Desde 1994 publica semanalmente suas críticas no diário La Vanguardia. Como ensaista tratou a imagem de Barcelona na literatura dos anos setenta e nos Jogos Olímpicos de Barcelona 1992. Tradutor ao catalão do livro de Chico Buarque de Holanda O Estorvo. O volume de crônicas jornalísticas Uh, Gabirú reflete sua estreita relação com a cidade gaúcha de Porto Alegre. Foi comissário de diversas exposições literárias. Um de seus projetos, Literaturas do exilio, foi apresentado em Barcelona, Buenos Aires, Santiago do Chile, Cidade do México e Santo Domingo. Conseguiu o Prêmio Crítica Serra d´Or de Ensaio 2002 e o Prêmio Octavi Pelissa 2006. 